# Deonte Brown
Deonte Brown (Decatur, 15 gennaio 1998) è un giocatore di football americano canadese che milita nel ruolo di offensive guard per i Carolina Panthers della National Football League (NFL).

## Carriera

### Carolina Panthers
Brown al college giocò a football ad Alabama. Fu scelto dai Carolina Panthers nel corso del sesto giro (193º assoluto) del Draft NFL 2021. Fu inserito in lista infortunati il 16 ottobre e tornò nel roster attivo il 30 novembre. La sua stagione da rookie si concluse con 3 presenze, nessuna delle quali come titolare.